# Larressingle
Larressingle är en kommun i departementet Gers i regionen Occitanien i sydvästra Frankrike. Kommunen ligger i kantonen Condom som tillhör arrondissementet Condom. År 2022 hade Larressingle 213 invånare.

## Befolkningsutveckling
Antalet invånare i kommunen Larressingle
Referens:INSEE